# Autostrada R6 (Kosowo)
Autostrada R 6 – budowana autostrada w Kosowie przebiegająca między Prisztiną a Han i Elezit przy granicy z Macedonią Północną. Łączy Prisztinę ze stolicą Macedonii Północnej, Skopje. Długość autostrady ma wynosić 60 km. Procedura przetargowa ma rozpocząć się w 2012 roku, a budowa planowana jest na lata 2013–2014.